# Cosmiomorpha taiwanomontanus
Cosmiomorpha taiwanomontanus är en skalbaggsart som beskrevs av Masumoto och Sakai 1988. Cosmiomorpha taiwanomontanus ingår i släktet Cosmiomorpha och familjen Cetoniidae. Inga underarter finns listade i Catalogue of Life.